# Jinonice
Jinonice est un quartier pragois situé dans l'ouest de la capitale tchèque, appartenant à l'arrondissement de Prague 5, d'une superficie de 616,8 hectares est un quartier de Prague. En 2018, la population était de 6 168 habitants.   
La ville est devenue une partie de Prague en 1922.